# 阿尔卡季·沃洛多斯
阿尔卡季·阿尔卡季耶维奇·沃洛多斯（俄语：Аркадий Аркадьевич Володось，1972年2月24日—），又译阿卡迪·瓦洛多斯，俄罗斯钢琴家。

## 简介
沃洛多斯出生于圣彼得堡，父母都是歌唱家，其八岁开始学习钢琴，并就读于圣彼得堡的格林卡演唱学院。
1987年，年仅15岁的沃洛多斯进入莫斯科音乐学院，随叶吉阿扎罗娃学习钢琴，1991年毕业后来到海外，先后在巴黎音乐学院和马德里索菲亚王后高等音乐学院师从雅克·鲁维耶及巴什基罗夫。
九十年代中期以来，沃洛多斯在世界各地巡回演出，包括卡内基大厅（1998年首演）、萨尔茨堡音乐节（2009年首演）、逍遥音乐会（1997年）等等。

## 个人奖项
- 2003年、2014年：回声音乐古典奖
- 1999年、2010年、2014年：留声机奖